# Unitat perifèrica d'Arta
La unitat perifèrica d'Arta (en grec: Νομός Άρτας) és una unitat perifèrica grega de la perifèria de l'Epir. La seva capital és Arta. Correspon a l'antiga prefectura d'Arta.
La unitat perifèrica d'Arta fa frontera amb la de Preveza a l'oest, la de Ioànnina i la de Karditsa a l'est, i la d'Etòlia-Acarnània al sud.

## Municipis
| Municipi             | Codi YPES | Capital        | Codi postal | Prefix tel. |
| -------------------- | --------- | -------------- | ----------- | ----------- |
| Agnanta              | 06 01     |                | 470 43      | 26850-3     |
| Amvrakikos           | 06 03     | Aneza          | 471 00      | 26810-4     |
| Arakhthos            | 06 04     | Neokhori Artas | 470 41      | 26810-8     |
| Arta                 | 06 05     |                | 471 00      | 26810       |
| Athamania            | 06 02     | Vourgareli     | 470 45      | 26850-2     |
| Filothei             | 06 16     | Khalkiades     | 470 42      | 26810       |
| Georgios Karaiskakis | 06 07     | Diasello       | 470 48      | 26810-67    |
| Iraklia              | 06 08     | Ano Kalentini  | 470 44      | 26810-68    |
| Kompoti              | 06 11     |                | 470 40      | 26810-65    |
| Peta                 | 06 14     |                | 472 00      | 26810-8     |
| Tetrafilia           | 06 15     | Astrokhori     | 470 47      | 26850       |
| Vlakherna            | 06 06     | Grammenitsa    | 471 00      | 26810-85    |
| Xirovuni             | 06 13     | Ammotopos      | 482 00      | 26830-81    |
| Municipi             | Codi YPES |                | Codi postal | Prefix tel. |
| Kommeno              | 06 10     |                | 471 00      | 26830-69    |
| Melissurgi           | 06 12     |                | 471 00      | 26830-26    |
| Theodoriana          | 06 09     |                | 470 45      | 26850-22    |